# Brossardia
Brossardia é um género botânico pertencente à família Brassicaceae.